# زمین‌لرزه ۲۰۰۰ ترکمنستان
زمین‌لرزه ترکمنستان در تاریخ ۶ دسامبر ۲۰۰۰ میلادی، برابر با ‎۱۶ آذر ۱۳۷۹، ساعت ۱۷:۱۱:۰۶ به زمان یوتی‌سی در ترکمنستان رخ داد. ژرفای این زلزله ۳۰ کیلومتر بود، و بزرگی آن ۷ در مقیاس Mw اعلام شده‌است. زمین‌لرزه به وقت محلی در روز چهارشنبه، ساعت ۲۲ روی داده و منطقه زمانی آن یوتی‌سی +۵ بوده‌است.
سازمان زمین‌شناسی آمریکا نیز رومرکز این زمین‌لرزه را در مختصات ۳۹°۳۳′۵۸″شمالی ۵۴°۴۷′۵۶″شرقی / ۳۹٫۵۶۶°شمالی ۵۴٫۷۹۹°شرقی و ژرفای آنرا در ۳۰ کیلومتر گزارش کرده‌است. بزرگی برگزیدهٔ این سازمان از میان بزرگیهای محاسبه‌شدهٔ مختلف ۷ در مقیاس Mw بوده و از دید اثر، در میان چهار دسته‌بندی «نامحسوس»، «محسوس»، «زیان‌آور» یا «با تلفات»، زلزله را «با تلفات» اعلام کرده‌است.
پروژهٔ «تنسور گشتاور مرکزوار» زاویه‌های (راستا، شیب، ریک) گسل سازندهٔ زمین‌لرزه و صفحه عمود بر آنرا (°۳۱۹، °۳۳، °۱۳۶) یا (°۸۹، °۶۸، °۶۵) و نوع گسل را«معکوس» فرارسانده‌است.
شمار کشتگان زلزله حدود ۱۱ نفر بوده‌است.